# Риквани
Риквани́ (анд. РикIкIуна) — село в Ботлихском районе Дагестана. Центр сельского поселения Сельсовет «Рикванинский».

## География
Расположено в 15 км к северо-востоку от села Ботлих, на реке Унсатлен.

## Население
| 1869 | 1888 | 1895 | 1926 | 1939 | 1970 | 1989 |
| ---- | ---- | ---- | ---- | ---- | ---- | ---- |
| 526  | ↗678 | ↗770 | ↗836 | ↗902 | ↘721 | ↘631 |
| 2002 | 2010 | 2021 |      |      |      |      |
| ↗645 | ↗770 | ↗840 |      |      |      |      |